# Ланчбери, Джон
Джон Ла́нчбери (англ. John Arthur Lanchbery; 15 мая 1923, Лондон — 27 февраля 2003, Мельбурн) — британский и австралийский дирижёр, аранжировщик и композитор. Работал преимущественно в области балета.

## Биография
С девятилетнего возраста учился композиции и игре на скрипке. В дальнейшем изучал композицию в Королевской академии музыки (с перерывом на военную службу в годы Второй мировой войны), затем работал в музыкальном издательстве. Дебютировал как дирижёр в 1948 году с балетной труппой Metropolitan Ballet. Начиная с 1953 года сотрудничал как дирижёр и автор аранжировок с балетмейстером Кеннетом Макмилланом, наиболее известной их совместной работой стал балет «Майерлинг» (Ковент-Гарден, 1978), музыку которого Ланчбери заимствовал из более чем 30 разных пьес Ференца Листа, оркестровал их и придал целому форму балетной композиции. Для другого выдающегося постановщика, Фредерика Аштона, Ланчбери полностью переработал партитуру классического балета «Тщетная предосторожность». В 1972–1977 годах жил в Австралии, где работал главным дирижёром Австралийского балета; в 1978–1980 — музыкальный руководитель и дирижёр Американского театра балета. 
Помимо балета Ланчбери занимался также киномузыкой — как дирижёр и аранжировщик. Так, основу саундтрека к известному фильму «Зло под солнцем» составила музыка Коула Портера, которую Ланчбери заново оркестровал и связал в сюиту. Ланчбери также подобрал и аранжировал саундтрек к нескольким классическим немым фильмам, в том числе «Железный конь» и «Рождение нации».
В 2002 году получил гражданство Австралии, скончался в Мельбурне в 2003 году.
Офицер ордена Британской империи (1991).